# Sufian
Sufian (farsi صوفيان - Şūfīān) è il capoluogo della circoscrizione omonima dello shahrestān di Shabestar, nell'Azarbaijan orientale. 